# TV Globo Minas
TV Globo Minas é uma emissora de televisão brasileira sediada em Belo Horizonte, capital do estado de Minas Gerais. Opera no canal 12 (33 UHF digital) e é uma emissora própria da TV Globo, sendo pertencente ao Grupo Globo. Seus estúdios e escritórios ficam localizados no bairro de Caiçara, e sua antena de transmissão está na Serra do Curral, no bairro do Belvedere.

## História
O canal 12 VHF de Belo Horizonte foi ocupado inicialmente pela TV Belo Horizonte, inaugurada em 1963 pela Rede das Emissoras Unidas, pertencente à João Batista do Amaral, o "Pipa". Em 1967, Pipa vendeu a concessão da emissora para as Organizações Globo, e em 5 de fevereiro de 1968, foi inaugurada a TV Globo Minas, quarta emissora própria da Rede Globo, que começava a criar forma naquele mesmo ano, através de uma programação integrada com as emissoras do Rio de Janeiro, São Paulo e Bauru.

Antigos estúdios da Globo Minas na Rua Rio de Janeiro, centro de Belo Horizonte.

Seus estúdios funcionaram inicialmente em um pequeno prédio de três pavimentos localizado na Rua Rio de Janeiro, 1279, no centro da cidade, enquanto seus transmissores, herdados da antiga emissora, estavam no topo da Serra do Curral. Também haviam sido instaladas retransmissoras via micro-ondas nos municípios de Conselheiro Lafaiete e Juiz de Fora, que também faziam a ponte com a matriz da rede no Rio, antes de existirem os troncos de transmissão da Embratel.
Com o passar dos anos, a TV Globo Minas foi expandindo seus sinais para outros municípios do estado, até o surgimento de novas afiliadas da Globo, que continuaram a retransmitir parte de sua programação local. Atualmente, o sinal da emissora chega a 166 municípios da Grande Belo Horizonte e de partes da Zona da Mata e do Oeste de Minas. Em julho de 1995, a emissora inaugurou seu novo complexo de estúdios no bairro Caiçara, com 6.600 m², que substituiu as instalações que a emissora mantinha no Centro e na Savassi, onde funcionavam seus escritórios comerciais.

## Sinal digital
| Canal virtual | Canal digital | Resolução de tela | Programação                                     |
| ------------- | ------------- | ----------------- | ----------------------------------------------- |
| 12.1          | 33 UHF        | 1080i             | Programação principal da TV Globo Minas / Globo |

A TV Globo Minas iniciou suas transmissões digitais em caráter experimental em 6 de abril de 2008, através do canal 33 UHF, passando a operar em definitivo a partir de 25 de abril, sendo a segunda emissora da Globo a operar com a nova tecnologia. Sua primeira produção local em alta definição foi o programa Terra de Minas, e em 16 de julho de 2012, todos os programas da emissora passaram a ser exibidos no formato. Em 2 de outubro de 2012, a TV Globo Minas passou a transmitir o sinal dela por satélite.

### Transição para o sinal digital
Com base no decreto federal de transição das emissoras de TV brasileiras do sinal analógico para o digital, a TV Globo Minas, bem como as outras emissoras de Belo Horizonte, cessou suas transmissões pelo canal 12 VHF em 22 de novembro de 2017, seguindo o cronograma oficial da ANATEL. Assim como na TV Globo Rio de Janeiro, que encerrou as transmissões no mesmo dia, a emissora gerou localmente a transmissão da final da Copa Libertadores da América entre Grêmio x Lanús, narrada por Rogério Corrêa. Durante o intervalo do Profissão Repórter, foi exibido um boletim ao vivo com o repórter Ismar Madeira, que mostrou o sinal analógico sendo interrompido no controle mestre da emissora às 23h59, quando entrou o slide do MCTIC e da ANATEL sobre o switch-off.

## Programas

Atual sede da Globo Minas no bairro de Caiçara, 1995.

Além de retransmitir a programação nacional da TV Globo, a emissora produz e exibe os seguintes programas locais:
- Bom Dia Minas[16]
- MGTV 1.ª edição[16]
- MGTV 2.ª edição[16]
- Globo Esporte MG[16]
- Rolê nas Gerais[16]
- Terra de Minas[16]

### Entretenimento
Assim como em outras filiais da Globo, nas primeiras décadas de existência da TV Globo Minas não houve espaço para programas de entretenimento locais, devido ao foco exclusivo nas produções de jornalismo. A primeira vez que isso aconteceu foi em 19 de setembro de 1983, quando o TV Mulher passou a ter um bloco de 15 minutos para que as emissoras da rede pudessem ter seus próprios quadros voltados ao público local. Com o fim do programa em 1986, para dar lugar ao Xou da Xuxa, iniciou-se outro longo período sem atrações do gênero na emissora, com exceção de especiais exibidos esporadicamente na programação, como compactos dos festivais Pop Rock Brasil e Axé Brasil, realizados durante anos na capital mineira.
Em 2014, a emissora apostou em produções próprias pela primeira vez, quando estreou nas manhãs de sábado, em 24 de abril, o Pratos & Panelas, programa voltado à gastronomia local, com a apresentação de Fernanda Keulla, vencedora do Big Brother Brasil 13. A atração durou até o ano seguinte, quando foi substituída em 25 de abril pelo Moda & Estilo, que por sua vez, passou a ir ao ar na faixa vespertina, após o Jornal Hoje. Fernanda continuou na nova atração ao lado de Karina Sommerfeld, abordando temas sobre beleza, comportamento, saúde, entre outros assuntos. O Moda & Estilo ficou no ar até 31 de outubro, quando foi cancelado pela Globo Minas sob alegação de reformulações na programação.
Em 25 de agosto de 2019, em substituição ao jornalístico Globo Horizonte, a emissora passou a exibir nas manhãs de domingo o Tô Indo, programa de variedades produzido pela Rede Integração, afiliada da Globo no Triângulo Mineiro.

### Jornalismo
Nos primeiros anos do jornalismo da TV Globo Minas, foram exibidos noticiários como o Jornal de Verdade e o Jornal da Globo , que davam destaque aos assuntos locais e também as pautas nacionais e internacionais, uma vez que a Globo ainda não possuía um telejornal em rede. Isso se tornou realidade a partir de 1.º de setembro de 1969, com o surgimento do Jornal Nacional, que em Belo Horizonte, possuía um bloco local apresentado por Oliveira Duarte, e anos depois, por Gilson Humberto.
À medida em que a Globo estruturou sua programação nacional a partir da década de 1970, foram criadas mais versões locais de telejornais e programas jornalísticos para as suas emissoras próprias e afiliadas. A partir de 1970, foi exibido ao longo da programação o Globo em Dois Minutos , um pequeno noticiário sobre o cotidiano da cidade. Em 21 de abril de 1971, estreou na faixa vespertina o Hoje, na época um programa que combinava o noticiário factual com pautas de cultura e variedades. De início, era produzido de maneira inteiramente local, tendo à frente nomes como Celene Araújo e Gilson Humberto, mas a partir de 3 de junho de 1974, tornou-se um bloco da versão exibida no Rio de Janeiro.
Em 5 de agosto do mesmo ano, surgiu o Plantão Globo (telejornal) , boletim exibido nos intervalos da programação, com a mesma fórmula adotada anos antes pelo Globo em Dois Minutos , enquanto o Globinho, noticiário voltado ao público infantil, passou a ter uma versão local apresentada por Myriam Lúcia, em novembro. Entre 1976 e 1978, passou a ir ao ar antecedendo a novela das dez, o Jornalismo Eletrônico, telejornal que resumia os fatos ocorridos ao longo do dia, com apresentação de Gilson Humberto. Este último também passou a ser apresentador do bloco local do Painel , programa de entrevistas feito em conjunto com a versão apresentada em rede nacional por Berto Filho.
Em 2 de abril de 1979, dado o exíguo tempo dedicado às notícias locais no Jornal Nacional e a necessidade de uma abrangência maior nas pautas, a Globo estreou o Jornal das Sete , que em Belo Horizonte era feito por Gilson Humberto. Em 1982, estreou nos intervalos da programação o boletim Globo Cidade, substituído anos depois pelo MG Cidade. Em 3 de janeiro de 1983, substituindo definitivamente o bloco local do JN e o Jornal das Sete, estreou o MGTV , inicialmente apresentado por Neimar Fernandes. Em março, o telejornal ganhou mais uma edição após o Jornal da Globo, com Gilson Humberto, e por fim, substituindo o bloco local do Jornal Hoje, estreou em junho a sua edição vespertina, com Maria Helena Santos. Outros nomes como Abel Queiroz, Carlo Menezes e Willian Corrêa também apresentaram o telejornal ao longo da década de 1980.
O MGTV chegou a ter também uma edição de domingo, exibida após o Fantástico, de 25 de março de 1984 a 21 de junho de 1987. Em 1989, a Globo encerrou a terceira edição do MGTV, exibido pela última vez em 24 de março, e em 8 de julho, também encerrou a primeira edição. Em contrapartida, em 22 de maio, estreou na faixa matutina o Bom Dia Minas, apresentado por Carlo Menezes, abordando além das pautas factuais, assuntos sobre prestação de serviços e entrevistas ao vivo.
Em janeiro de 1990, os jornalistas da TV Globo Minas entraram em greve, exigindo da empresa um reajuste salarial que não era feito desde 1988, forçando a emissora a paralisar a produção dos telejornais locais, que foi assumida temporariamente pela TV Globo Juiz de Fora. Sem acordo com os funcionários, foi demitida praticamente toda a sua equipe de jornalismo, incluindo os âncoras do Bom Dia Minas e do MGTV. Nessa época, Laura Lima assumiu a apresentação do telejornal matinal, e Paulo Echebarria o telejornal noturno.
Em 28 de setembro de 1991, estreou nos fins de semana o Globo Comunidade, voltado a matérias, debates e entrevistas com foco em assuntos de interesse da comunidade local, como o próprio nome diz. Em 6 de abril de 1992, após a Globo decidir reforçar o jornalismo vespertino das suas emissoras próprias, reestreou a primeira edição do MGTV, sob o comando de Laura Lima, que foi substituída por José Carlos Amaral no Bom Dia Minas. Em 1994, Paulo Echebarria deixou a apresentação do MGTV 2.ª edição, sendo substituído por Renata Vieira. Em 1995, Ismar Madeira, egresso da TV Globo Brasília, assumiu a apresentação do Bom Dia Minas, enquanto José Carlos Amaral continuou a participar do noticiário apenas com seus comentários sobre política. Em 1996, Laura Lima deixou a apresentação do MGTV 1.ª edição após ser contratada pela TV Alterosa, e em seu lugar, assumiu Denise Barbosa.
No fim da década de 1990, a Globo implanta um novo modelo de jornalismo local com foco maior em prestação de serviços e interação com os telespectadores, o que também ocorre na filial mineira. Em 1997, o repórter Artur Almeida tornou-se apresentador e editor-chefe do MGTV 1.ª edição, enquanto Denise Barbosa assumiu o comando do MGTV 2.ª edição no lugar de Renata Vieira. O Globo Esporte, que anteriormente possuía apenas um bloco apresentado pelo locutor Fernando Sasso, passou a ser inteiramente local, tendo à frente Lincoln Gomide. Em 1998, Isabela Scalabrini juntou-se a Artur Almeida na bancada do MGTV 1.ª edição, formando a dupla que ficou durante anos na apresentação do telejornal. Em 1999, Guilherme Menezes assumiu o comando do Bom Dia Minas no lugar de Ismar Madeira, que passou a atuar apenas como repórter de rede e apresentador eventual. Ainda em 1999, Denise Barbosa deixou a apresentação do MGTV 2.ª edição, sendo substituída pela repórter Vivian Santos, que apresentava o telejornal eventualmente desde 1997.
Em 2000, com a transferência de Vivian para a sucursal da Rede Globo em Londres, Guilherme Menezes assumiu a apresentação do MGTV 2.ª edição, enquanto o Bom Dia Minas ficou sob o comando de Ana Paula Ciribelli, que em 2001, deu lugar à Patrícia Vasconcellos. Neste mesmo ano, em 21 de outubro, estreou aos sábados o Terra de Minas, mostrando em um esquema de temporadas, reportagens especiais sobre a cultura e os costumes de todo o estado, com a apresentação de Juliana Perdigão. Em 2002, a Globo Minas decidiu encerrar a produção do Globo Comunidade, que em 17 de março, deu lugar ao Globo Horizonte. A nova atração seguia a mesma linha da anterior, mas passou também a dar destaque a figuras ligadas a temas como cultura, artes, sociedade, entre outros. O Globo Horizonte continuou sem um entrevistador fixo até 20 de julho de 2003, quando passou a ser apresentado exclusivamente por Leila Ferreira. Neste mesmo ano, Vivian Santos, que retornou para a emissora, assumiu a apresentação do Terra de Minas, substituindo Juliana Perdigão.
Em 2004, com a saída de Guilherme Menezes da emissora, a Globo Minas promoveu uma "dança das cadeiras" que atingiu todos os seus telejornais locais. Após quatro anos no Bom Dia Minas, Patrícia Vasconcellos passou a apresentar o MGTV 2.ª edição no lugar de Menezes, sendo substituída por Artur Almeida no telejornal matutino. Este por sua vez, deixou o MGTV 1.ª edição e seu lugar na bancada passou a ser de Lair Rennó ao lado de Isabela Scalabrini. E por fim, no Globo Esporte, Lincoln Gomide foi substituído por Letícia Renna, que durante algum tempo, também teve a companhia de Rogério Corrêa na apresentação do programa. Em 30 de janeiro de 2005, Patrícia Vasconcellos assumiu a apresentação do Globo Horizonte no lugar de Leila Ferreira, que migrou para a TV Alterosa. No ano seguinte, Patrícia foi transferida para a GloboNews, deixando a apresentação do MGTV 2.ª edição para Vivian Santos, e o Globo Horizonte para Juliana Perdigão. Esta por sua vez, também reassumiu o Terra de Minas no lugar de Vivian, e em dezembro, seu lugar no Globo Horizonte passou a ser de Renata do Carmo, que se manteve no comando até o fim do programa.
Em dezembro de 2007, substituindo o MG Cidade, estreou o Radar MG, voltado a informações sobre o trânsito e matérias curtas. Em abril de 2009, Lair Rennó deixou a apresentação do MGTV 1.ª edição, após se transferir para a GloboNews. Dessa forma, Artur Almeida voltou para a bancada ao lado de Isabela Scalabrini, enquanto o Bom Dia Minas passou a ser ancorado por Elisângela Colodeti.
Em 21 de maio de 2011, a emissora estreou o programa MG Esporte Clube, que era exibido aos domingos após o Fantástico, com apresentação de Bob Faria. A atração resumia o desempenho dos times mineiros nos jogos da rodada e também contava com análises de lances das partidas, e saiu do ar em 28 de dezembro de 2014, após a rede decidir utilizar o horário para produções próprias a partir do ano seguinte. Ainda em 2011, Letícia Renna foi demitida pela TV Globo Minas em 26 de agosto, e o Globo Esporte passou a ser apresentado por Marcos Leandro. Em maio de 2013, Leandro foi contratado pela TV Alterosa, sendo substituído por Maíra Lemos, que já apresentava interinamente o esportivo.
Em janeiro de 2017, alegando que não aguentava mais acordar cedo para apresentar o Bom Dia Minas, Elisângela Colodeti pediu demissão da emissora, e em seu lugar, assumiram os repórteres Mara Pinheiro e Gabriel Senna. Em 24 de julho, Artur Almeida morreu após sofrer um infarto enquanto passava férias com a família em Lisboa, Portugal. No dia seguinte, os telejornais da emissora foram especialmente dedicados ao jornalista, em especial o MGTV 1.ª edição, que agora passava ser apresentado apenas por Isabela Scalabrini. Em 19 de setembro, Maíra Lemos pediu demissão da emissora para se dedicar a projetos pessoais, e o Globo Esporte passou a ser apresentado por Carina Pereira.
Em abril de 2019, a direção de jornalismo da TV Globo Minas passa a ser de Marcelo Moreira, em substituição a Renê Astigarraga, que aposentou-se após 16 anos no comando do departamento. A nova gestão priorizou reformulações nos programas locais, que há anos vinham sofrendo com a concorrência dos noticiários da RecordTV Minas. Como resultado, em 5 de agosto, a emissora ampliou sua participação no Bom Dia Brasil, que passou a ter intervenções locais de Mara Pinheiro e Gabriel Senna, da mesma forma que já acontecia na TV Globo São Paulo, e extinguiu em 18 de agosto o Globo Horizonte, que foi substituído pelo Tô Indo. Com o fim do dominical, Renata do Carmo passou a apresentar aos sábados, junto com Tábata Poline, o Rolê nas Gerais, que estreou em 21 de agosto, com foco nos trabalhos e iniciativas de anônimos e artistas da periferia de Belo Horizonte.
Ao mesmo tempo, teve início uma "dança das cadeiras" no comando dos programas. Em julho, Jaime Júnior assumiu a apresentação do Globo Esporte no lugar de Carina Pereira, deslocada para o bloco de esportes do Bom Dia Minas. Em 5 de agosto, Aline Aguiar assumiu a apresentação do MGTV 1.ª edição no lugar de Isabela Scalabrini, que depois de 21 anos no telejornal, passou a fazer apenas reportagens. Em 30 de setembro, Mara Pinheiro trocou o Bom Dia Minas pelo MGTV 2.ª edição, depois que Vivian Santos deixou a emissora para seguir carreira como psicoterapeuta. E em 7 de outubro, Liliana Junger passou a apresentar o Bom Dia Minas, enquanto Gabriel Senna foi novamente deslocado para as reportagens. No fim do ano, Juliana Perdigão deixou a apresentação do Terra de Minas após 12 anos ininterruptos, e a partir da temporada seguinte, o programa passou a ser feito em esquema de rodízio por outros repórteres da casa.
Em 16 de março de 2020, em razão da pandemia de COVID-19, a Globo suspendeu a exibição do Globo Esporte para priorizar a cobertura jornalística sobre o assunto. Com o retorno da atração em 3 de agosto, Maurício Paulucci assumiu a apresentação da versão mineira, substituindo Jaime Júnior, que ficou apenas um ano no programa. No fim do ano, Mara Pinheiro foi afastada do MGTV 2.ª edição por conta da sua gravidez, que a colocava no grupo de risco da COVID-19. O telejornal passou a ser apresentado interinamente por Liliana Junger, que por sua vez, deixou a apresentação do Bom Dia Minas para os repórteres Sérgio Marques e Carlos Eduardo Alvim. Mara retornou ao MGTV em 4 de outubro de 2021, após cumprir seu período de licença-maternidade, e ao voltar para o Bom Dia Minas, Liliana passou a formar um trio com Sérgio e Carlos, que foram mantidos no noticiário após a boa aceitação do público.
Ainda em 2021, para tentar aumentar os índices de audiência do Esporte Espetacular, a Globo criou blocos locais do programa nas emissoras de São Paulo e Belo Horizonte, que passaram a ir ao ar em 14 de março. No bloco mineiro, a apresentação passou a ser de Marcelo Lages. Em julho, Tábata Poline foi destacada para a equipe de repórteres especiais do Fantástico, sendo substituída no Rolê das Gerais por Zu Moreira, que estreou no programa em 11 de agosto.
Em março de 2023, Carlos Eduardo Alvim deixou a apresentação do Bom Dia Minas, voltando para a reportagem. Em abril, a TV Globo promoveu uma série de demissões em vários setores, que também se estendeu aos departamentos de jornalismo das suas filiais. No caso da TV Globo Minas, o diretor de jornalismo Marcelo Moreira foi dispensado após 4 anos na emissora, e seu cargo foi extinto, de modo que a chefia de redação passou a ser controlada diretamente pela matriz da rede.

### Esportes
Desde meados da década de 1970, a TV Globo Minas exibe regularmente diversas partidas de futebol envolvendo times mineiros, como jogos do Campeonato Brasileiro, Copa do Brasil, e também do Campeonato Mineiro, da qual é detentora exclusiva dos direitos em TV aberta desde a década de 2000. Nomes como Carlos Valadares, Rogério Corrêa, Rodrigo Franco, Fábio Júnior Pereira, Henrique Fernandes, Fernando Sasso, Lincoln Gomide e Jaime Júnior foram responsáveis por essas transmissões. Na condição de emissora própria da Globo, também exibiu conquistas dos clubes na Copa Libertadores da América, como os títulos do Cruzeiro em 1997 e do Atlético Mineiro em 2013, que foram transmitidas pela rede.

## Prêmios
Prêmio Vladimir Herzog
| Menção Honrosa do Prêmio Vladimir Herzog por Vídeo | Menção Honrosa do Prêmio Vladimir Herzog por Vídeo | Menção Honrosa do Prêmio Vladimir Herzog por Vídeo | Menção Honrosa do Prêmio Vladimir Herzog por Vídeo | Menção Honrosa do Prêmio Vladimir Herzog por Vídeo |
| Ano                                                | Obra                                               | Autor | Resultado                                          | Ref.                                               |
| -------------------------------------------------- | -------------------------------------------------- | --- | -------------------------------------------------- | -------------------------------------------------- |
| 2020                                               | Rolê nas Gerais                                    | Tábata Poline, Renata do Carmo, Saulo Luiz da Silva, Frederico D’Ávila, Saulo Vieira, Jackson Lobo, Marcelo Vianna, Thiago Silva, Valdimar Loiola, Xiko César, Lucas Vinaud, Raquel Pinheiro e Welder Dias | Venceu                                             | [ 60 ]                                             |

## Controvérsias

### Acusações de assédio moral
Em 13 de janeiro de 2021, uma semana após ter sido demitida da TV Globo Minas, Carina Pereira, ex-apresentadora do Globo Esporte e do quadro esportivo do Bom Dia Minas, revelou em vídeo publicado nas suas redes sociais ter sofrido assédio moral de um dos diretores da emissora, cujo nome não foi revelado. Ela afirmou ainda, que mesmo após ter denunciado o caso ao setor de compliance da empresa, junto com outros funcionários que passaram pelo mesmo problema, a questão não foi resolvida, culminando com a sua demissão em 4 de janeiro. Procurada pela imprensa, a Globo afirmou que não comenta questões relacionadas a compliance, com base em diretrizes do código de ética interno da empresa. Em 11 de junho de 2022, após processo movido pela jornalista, o juiz Marcel Luiz Campos Rodrigues, do Tribunal Regional do Trabalho da 3ª Região, determinou que a Globo pagasse uma indenização de 1 milhão de reais à Carina, além de 20 mil reais em honorários advocatícios.

### "Pênalti pro Galo"
Em 10 de março de 2022, o Globo Esporte fez uma brincadeira onde um "dummy" (que simbolizava os contrarregras do Big Brother Brasil) entregava uma mensagem ao apresentador Maurício Paulucci, cujo conteúdo dizia "Pênalti pro Galo", em referência a quantidade de penalidades máximas marcadas a favor do Atlético Mineiro nos últimos jogos. A brincadeira acabou causando a ira dos torcedores do clube nas redes sociais, levando o apresentador a pedir desculpas no programa do dia seguinte, afirmando que "de forma alguma, a gente teve a intenção de ofender a torcida do Galo". Em reposta à brincadeira, em 12 de março, os jogadores do Atlético também boicotaram entrevistas de campo para a emissora durante o jogo contra o Democrata, válido pelo Campeonato Mineiro, e em 14 de março, o clube decidiu vetar entrevistas exclusivas dos seus atletas para a Globo.